# Mâ
Mâ est un roman de Gaston-Paul Effa. Paru en 1998 aux éditions Grasset, l’œuvre remporte le Grand Prix littéraire d'Afrique noire la même année.